# Blaskó Balázs
Blaskó Balázs (Budapest, 1953. április 17. –) Jászai Mari-díjas magyar színművész, színházi rendező, dramaturg, az egri Gárdonyi Géza Színház igazgatója.

## Életpálya
A Színház- és Filmművészeti Főiskolát 1976-ban végezte el, majd a debreceni Csokonai Színházhoz került. Ezután a Miskolci Nemzeti Színházban játszott egy évadot, majd 1978 és 1981 között a kecskeméti Katona József Színház tagja volt. 1981 és 1984 között a Veszprémi Petőfi Színházban szerepelt, 1984-től 1986-ig a nyíregyházi Móricz Zsigmond Színház művésze volt. 1986 és 1988 között újból Kecskeméten játszott, 1988-ban az egri Gárdonyi Géza Színház tagja lett. 2011. február 1-jétől az egri Gárdonyi Géza Színház igazgatója.

## Családja
Szülei Gromon Mária gyógyszerész és Blaskó János festőművész, tanszékvezető tanár. Testvérei Blaskó János szobrász és Blaskó Péter színművész. Felesége Saárossy Kinga színművész, Eger korábbi alpolgármestere. Gyermekei Blaskó-Saárossy Zsófia (1983.október 30 - 2022. július 28.) és Blaskó Bálint (1989).

### Tanulmányok
- 1972-ben, a budapesti Berzsenyi Dániel Gimnáziumban érettségizett.
- 1976-ban a Színház- és Filmművészeti Főiskola színész szakán diplomázott.
- 2003-ban a Színház- és Filmművészeti Egyetem DLA-képzésén abszolutóriumot szerzett.

### Színházak
- 1976 Csokonai Színház, Debrecen
- 1977 Miskolci Nemzeti Színház
- 1978–1981 Katona József Színház, Kecskemét
- 1981–1984 Petőfi Színház, Veszprém
- 1984–1986 Móricz Zsigmond Színház, Nyíregyháza
- 1986–1988 Katona József Színház, Kecskemét
- 1988– Gárdonyi Géza Színház, Eger (színész, rendező)

### Egyéb munkakörök
- 1989-től 1993-ig a Gárdonyi Géza Színház Színészképző Stúdiójában művészi beszédet és színészmesterséget  tanított.
- 1994-től 2011-ig az Agria Nyári Játékok Szabadtéri Színház, az Agria Játékok Nonprofit kft., alapító tagja, ügyvezető igazgatója.
- 1995-ben az egri Honvédségi Művelődési Otthonban időszakosan működő Agria Kamaraszínház egyik alapítója.
- 1996–1999 között Eger M. J. V.  rendezvényigazgatója.
- 1998–2011 között a Színházi Dolgozók Szakszervezetének alelnöke
- 2003-ban a Baross Gábor Nemzeti Gazdaságpártoló Társaság egyik alapító tagja.
- 2011. február 1-től az Egri Gárdonyi Géza Színház igazgatója

## Fontosabb színházi munkái

### Szerepei
- Csepregi: Sztrogoff Mihály ... címszerep
- Euripidesz: Oreszteia ... Orestes
- Illyés: Fáklyaláng ... Szemere Bertalan
- Móricz: Úri muri ... Lekenczey Muki
- Móricz: Kismadár ... Bíró
- Ibsen: Kísértetek ... Osvald Alving
- Hegedűs Géza: A calais-i polgárok ... Ambroise le Fort
- Szakonyi: Kardok és kalodák ... Szerdahelyi László
- Németh Lászlóí. Galilei ... Castelli apát
- Gyárfás: Képzelődők ... Szentmiklósi Bálint
- Musset. Lorenzaccio ... Medici herceg
- Molnár Ferenc: Olympia ... Kovács kapitány
- Darvas Ferenc: Részeg eső ... Balla Géza
- Anouilh: Euridike  ... Idegen úr, Halál
- Shakespeare: A velencei kalmár ... Lorenzo
- Shakespeare: Othello ... Cassio
- Shakespeare: Szentivánéji álom ... Oberon, Theseus
- Harsányi - Zágon - Aldobolyi: XIV. René ... György főherceg
- Katona: Bánk bán ... Ottó
- Miller: A salemi boszorkányok ... Danforth
- Tamási Áron: Ördögölő Józsiás ... Ropogán
- Erdman: A mandátum ... Sironkin Ivan Ivanovics
- Leigh - Wasserman: La Mancha lovagja ... Sancho, Don Quiote
- Goldoni: A kávéház ... Flamino
- Jókai: Thália szekerén ... Kelemen László
- Huszka: Lili bárónő ... Remeteházy Galambos Frédi
- Szomory: Hagyd a nagypapát ... Verpeléty
- Baum - Schwajda - Aldobolyi: Óz, a nagy varázsló ... Madárijesztő
- Presser - Sztevanovity - Horváth: A Padlás ... T. Müller
- Vaszary János: Ki a harmadik ... Jenő
- Caragiale: Az elveszett levél ... Tipatescu
- Görgey: Komámasszony, hol a stukker?: ... K. Müller
- Békés: New Buda ... Pulszky Ferenc
- Wittlinger: Ismeri a Tejutat? ... Ember
- Tennessee Williams: A vágy villamosa ... Stanley
- Schisgal: Szerelem, ó! ... Milt
- Háy Gyula: A ló ... Caligula
- Tolcsvay - Müller - Müller Péter Sziámi: Mária Evangéliuma ... Heródes
- Szörényi - Bródy: István, a király ... magyar úr
- Yukio Mishima : Sade márkiné ... Saint-Fond grófnő
- Bornemisza Péter: Magyar Elektra ... Aegistus
- Madách: Az ember tragédiája ... Lucifer
- Molière: A Fösvény ... Harpagon
- Reginald Rose: 12 dühös ember ... 3. esküdt
- Márton László: A nagyratörő ... Kendi Sándor, a legfőbb tanácsúr
- Arnold Wesker: A konyha ... Chef
- Márton László: Az állhatatlan ... Ördögh Balázs
- William Shakespeare: Szentivánéji álom ... Théseus
- Márton László: A törött nádszál ... Istvánffy Miklós, nádori személynök
- Michael Frayn: Vadméz ... Oszip, rabló
- Sławomir Mrožek: Tangó ... Edek
- Kocsis István: A fény éjszakája (ősbemutató) ... Németh László
- Vörösmarty Mihály: Csongor és Tünde ... Tudós
- Gál Elemér - Beke Sándor - Pásztó András: Héthavas gyermekei ... Bonaventura, szerzetes pap
- Friedrich Dürrenmatt: Az öreg hölgy látogatása ... Alfred Ill

### Rendezései
- Márai Sándor: Kaland
- Albee: Nem félünk a farkastól
- Ibsen: Kísértetek
- Kaló Flórián - Aldobolyi Nagy György: Egyedül
- Jókai: Az aranyember
- Kertész Lilly - Fábri Péter - Blaskó Balázs: Látogatók
- Sűtő András: Káin és Ábel
- Molnár Ferenc: Játék a kastélyban
- Zágon István - Nóti Károly - Eisemann Mihály: Hippolyt, a lakáj
- Kocsis István: Jászai Mari, a megkoszorúzott
- Bernard Shaw: Szent Johanna
- Murray Schisgal: Szerelem, ó!
- Gárdonyi Géza: Annuska
- William Shakespeare: Rómeó és Júlia
- Görgey Gábor: Görgey
- Eugene O'Neill: Utazás az éjszakába
- William Shakespeare: Hamlet
- Páskándi Géza: Vendégség
- Dale Wassermann - Mitch Leigh - Joe Darion: La Mancha lovagja

## Filmszínészként
- Holnap lesz fácán (1974)
- A néma dosszié (1977)

## Díjai, elismerései
- 1983. Veszprém város nívódíja
- 1983. Petőfi gyűrű, Veszprém (A Társulat szavazatai alapján)
- 1999. Gárdonyi gyűrű, Eger (A Társulat szavazatai alapján)
- 2007. Heves megyei Príma-díj (Agria)
- 2007. Évad legjobb rendezése, Eger
- 2014. Jászai Mari-díj[5]